# Magnitude 9
Magnitude 9 é uma banda estado-unidense de metal progressivo formada em 1997, natural de Columbus, Ohio.

## Membros
- Corey Brown - vocal
- Rob Johnson - guitarra
- Ian Ringler - baixo
- Joseph Anastacio Glean - teclados
- John Homan - bateria

## Discografia
- 1998 - Chaos to Control - (meados de 1997 - finalizado em Fevereiro de 1998) influências de: Queensrÿche, Symphony X, Fates Warning, Yngwie Malmsteen
- 2001 - Reality in Focus - que tem um equilíbrio entre entre complexidade das estruturas musicais e o apelo melódico
- 2004 - Decoding the Soul - realização da banda que a coloca no mapa das bandas de metal cristão e metal progressivo em geral, por consolidar seu estilo, sua personalidade, tanto na estruturação complexa das faixas, como nas melodias.